# Cadeillan
Cadeillan ist eine französische Gemeinde mit 78 Einwohnern (Stand 1. Januar 2022) im Département Gers in der Region Okzitanien (vor 2016: Midi-Pyrénées). Sie gehört zum Arrondissement Auch und zum Kanton Val de Save. Die Einwohner werden Cadeillanais und Cadeillanaises genannt.

## Geographie
Cadeillan liegt circa 32 Kilometer südöstlich von Auch in der Région naturelle Comminges an der Grenze zum Département Haute-Garonne.
Umgeben wird Cadeillan von den sechs Nachbargemeinden:
| Sabaillan | Sauveterre                                  |                           |
| Tournan   | Kompassrose, die auf Nachbargemeinden zeigt | Espaon                    |
|           | Boissède (Haute-Garonne)                    | Mirambeau (Haute-Garonne) |

Cadeillan liegt im Einzugsgebiet des Flusses Garonne.
Die Save ist ein Nebenfluss der Garonne und bildet die natürliche Grenze zur östlichen Nachbargemeinde Espaon. Nebenflüsse der Save durchqueren das Gebiet der Gemeinde, der Ruisseau de la Peyrère und die Gesse, zusammen mit ihrem Nebenfluss, dem Ruisseau du Merdet. Außerdem wird Cadeillan von der Bourdassen, einem Nebenfluss der Naude, bewässert.

## Geschichte
In Cadeillan befand sich eine Komturei der Templer, die in der Folge an die Hospitaliter fiel.

## Einwohnerentwicklung
Nach Beginn der Aufzeichnungen stieg die Einwohnerzahl bis zur Mitte des 19. Jahrhunderts auf einen Höchststand von rund 230. In der Folgezeit sank die Größe der Gemeinde bei zwischenzeitlichen Erholungsphasen bis zu den 1970er Jahren auf ihren tiefsten Stand von rund 45 Einwohnern, bevor sich eine Wachstumsphase bis in die erste Dekade des 21. Jahrhunderts einstellte. In jüngster Zeit stellte sich allerdings wieder eine Stagnation der Zahl der Einwohner ein.
| Jahr                       | 1962 | 1968 | 1975 | 1982 | 1990 | 1999 | 2006 | 2011 | 2020 |
| Einwohner                  | 92   | 69   | 46   | 48   | 48   | 72   | 74   | 69   | 68   |
| Quellen: Cassini und INSEE |      |      |      |      |      |      |      |      |      |

## Sehenswürdigkeiten

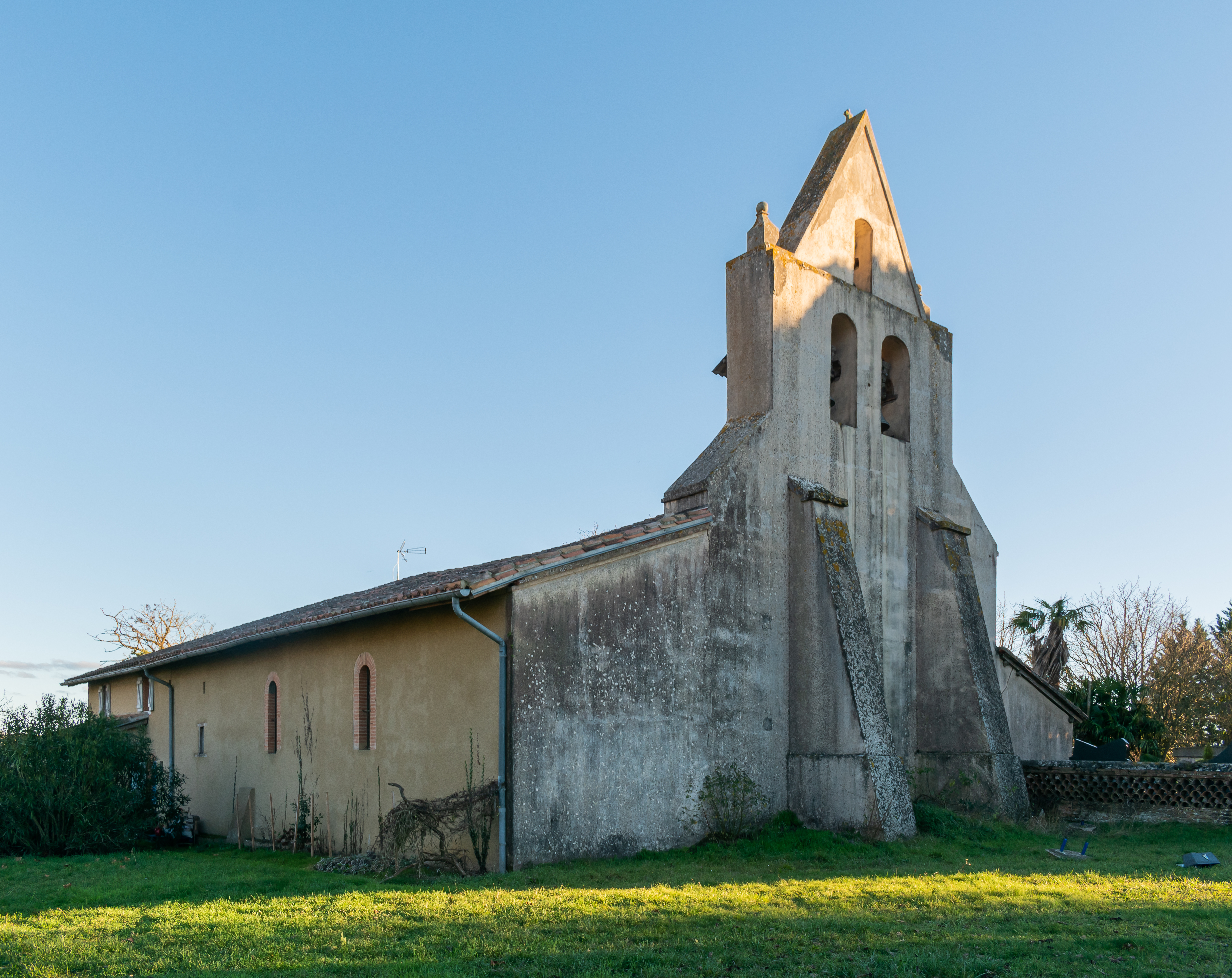
Kirche St. Peter und Paul

- Die Pfarrkirche Saint-Pierre-Saint-Paul birgt ein Tabernakel aus dem 18. Jahrhundert. Auf der hölzernen Decke über dem Chor sind die Kreuze des Templerordens und des Malteserordens aufgemalt. Pierre-de-Carsalade-du-Pont, Seigneur von Cadeillan und Besitzer eines Festen Hauses im Weiler Le Pont, war Ritter des Ordre royal et militaire de Saint-Louis. Sein Grab befindet sich in der Kirche.[3]

## Wirtschaft und Infrastruktur

### Verkehr
Cadeillan ist über die Routes départementales 9 (Haute-Garonne: 17) und 265 erreichbar.

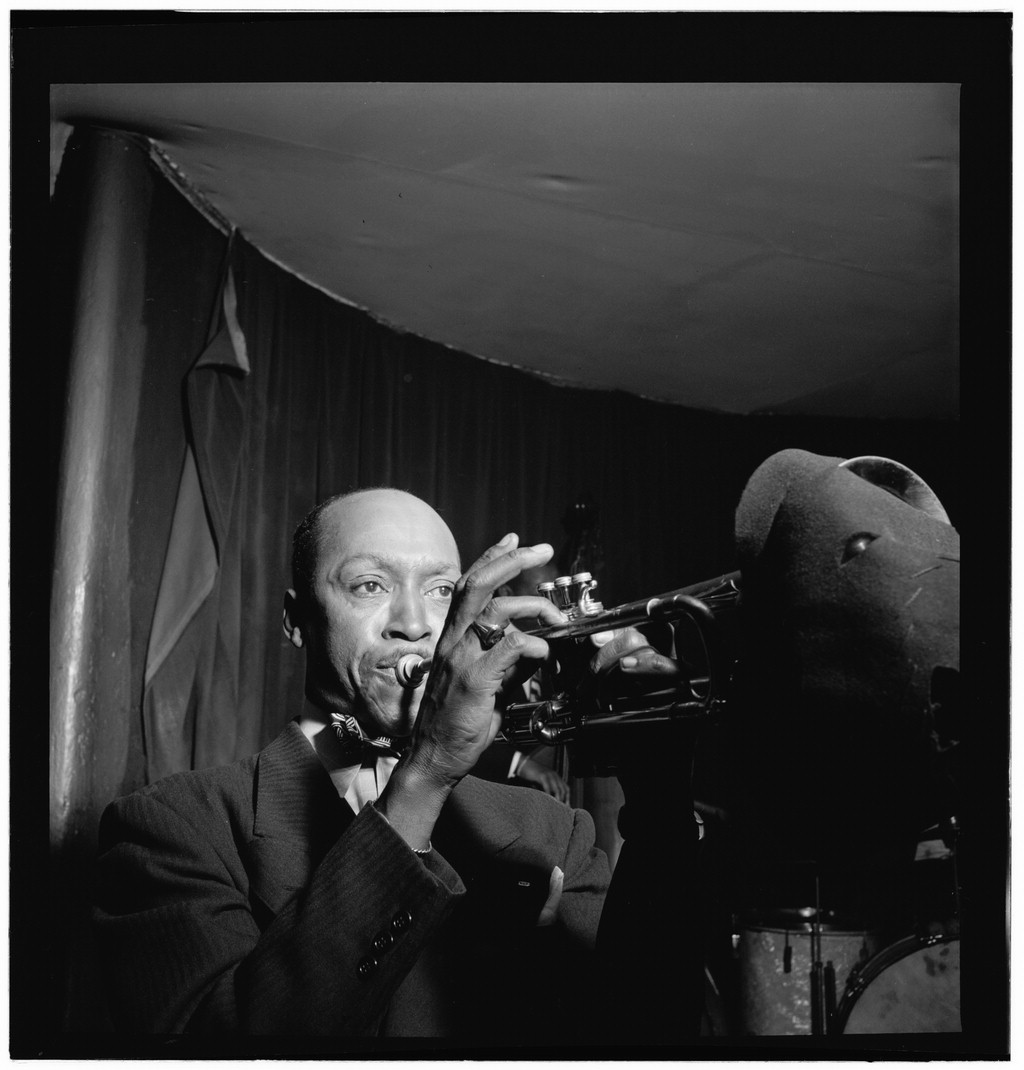
Bill Coleman, 1947

## Persönlichkeiten
Bill Coleman, geboren am 4. August 1904 in Paris, Kentucky, gestorben am 24. August 1981 in Toulouse, war ein amerikanischer Musiker. Er wohnte mit seiner Frau Lily in Cadeillan, wo sie auch beerdigt wurden.